# Mike Williamson
Michael James "Mike" Williamson, född 8 november 1983,  är en engelsk fotbollsspelare som spelar för Wolverhampton Wanderers.
Williamson kom till Newcastle från Portsmouth den 27 januari 2010 och efter ett genombrott som startande mittback under hösten skrev han den 3 december samma år på ett kontrakt som sträckte sig fram till sommaren 2016.